# 高从嗣
高從嗣（？—928年），陝州硤石縣人，五代十國時荊南政治人物。
高從嗣是南平武信王高季興的族子，個性驍勇，喜歡往來深入敵軍，累積功勳至雲猛指揮使。天成三年（928年），楚武穆王馬殷派遣許德勳攻打荊南，以其子馬希範為監軍師次沙頭。高從嗣恃勇，單人匹馬衝入楚軍，要求和馬希範挑戰決定勝負，唯楚將廖匡齊怒罵：「這只不過是呆痴的人罷了！請為公擒之。」他和廖匡齊決戰，結果被廖匡齊偽裝墮馬所騙，奪取撾攻擊時被擒。高季興看見，立刻命騎兵搶人，但廖匡齊已殺死他；於是高季興害怕，請求講和。